# Tote Meerhand
Die Tote Meerhand (Alcyonium digitatum), auch Tote Mannshand, Nordische Korkkoralle oder Bastardschwamm genannt, ist eine Lederkoralle aus der Familie Alcyoniidae.

## Merkmale
Sie ist handförmig verzweigt, manchmal auch klumpenförmig und erreicht meist eine Höhe von zehn, seltener von 15 Zentimetern. Die Tote Mannshand ist weiß, gelblich, hellorange oder rosa. Zur Festigung hat sie kleine Sklerite genannte Kalknadeln im Körper. Wie fast alle Korallen ist sie eine Tierkolonie, die aus vielen Einzelpolypen besteht. Das Innere der Kolonie wird von einer Vielzahl schmaler, kleiner Kanäle durchzogen, über die die einzelnen Tiere miteinander in Verbindung stehen. Die acht gefiederte Tentakel tragenden Polypen werden einen Zentimeter groß. Im Gegensatz zu den meisten ihrer Verwandten aus tropischen Meeren lebt sie nicht mit Zooxanthellen in Symbiose und ernährt sich ausschließlich vom Planktonfang. Da Form und Farbe der Toten Meerhand an ein Stück einer Wasserleiche erinnern, erhielt sie ihren makaberen deutschen Namen (ähnlich englisch dead man's finger).

## Verbreitung
Die Tote Meerhand kommt in der Nordsee, im europäischen Atlantik, im Ärmelkanal und in der westlichen Ostsee vor. Im Mittelmeer ist die Gattung durch Alcyonium palmatum vertreten.

## Lebensraum
Sie lebt in Tiefen ab 20 Metern auf felsigen Untergründen, Molluskenschalen, Krebspanzern, versunkenen Schiffsrümpfen, über Bord gegangenen Dosen und Flaschen, an Molenwänden und Brückenpfeiler; in der oberen Dauerflutzone und tiefer.

## Allgemeines
Beobachtet man sie in einem Aquarium einen ganzen Tag lang, so kann man einen gleichmäßigen Rhythmus verfolgen, mit dem sich die Kolonie ändert. In der aktiven Phase pumpt sich die gesamte Kolonie mit Wasser voll, und die kleinen Polypen treten deutlich über die Oberfläche hervor, um aus dem Wasser kleine Planktonorganismen herauszufischen. Im zusammengeschrumpften (Ruhe-)Zustand sind die Einzeltiere vollständig eingezogen und hinterlassen an der Oberfläche nur noch kleine Warzen. Eine Kolonie entsteht durch Knospung aus einem einzigen Individuum. Die Tiere sind getrenntgeschlechtlich. Aus den Geschlechtsknospen, die an den Trennwänden des Hohlraumes sitzen, werden die Gameten ins freie Wasser entlassen und dort befruchtet. Aus ihnen entstehen kleine Wimpernlarven, die zum Bodenleben übergehen und zu einer neuen Kolonie auswachsen.